# Square Santiago-du-Chili
Le square Santiago-du-Chili est un square de 3 826 m2 situé dans le 7e arrondissement de Paris.

## Situation et accès
Le square est situé près de la place Salvador-Allende, à l’intersection du boulevard de la Tour-Maubourg et de la rue de Grenelle. Il est accessible par le 1, avenue de La Motte-Picquet. Il est ouvert à des horaires réglementés.
Il ne doit pas être confondu avec l'espace vert fermé au centre de la place, où se trouve une fontaine. Il en est séparé par l'avenue de La Motte-Picquet.
Il est desservi par la ligne 8 à la station La Tour-Maubourg.

## Origine du nom
Il porte le nom de la capitale du Chili, Santiago du Chili.
Il doit son nom à l'ambassade du Chili en France, située à proximité.
Depuis juillet 2023 et un vote du Conseil de Paris, l'allée principale du square porte le nom d'allée Pierre-et-Françoise-de-Menthon, en mémoire du diplomate Pierre de Menthon, ambassadeur de France au Chili au moment du coup d'État de 1973, et de son épouse Françoise Bordeaux-Montrieux, qui accueillirent et protégèrent au sein de l'ambassade de France plusieurs centaines de réfugiés politiques chiliens.

## Historique
Le square est créé en 1865 par Adolphe Alphand, ingénieur des ponts et chaussées sous Napoléon III. Orné d'un platane d'Orient haut de 37 mètres planté en 1852 et de massifs de fleurs, il abrite aussi un araucaria du Chili, planté sur la pelouse centrale en 2006. Il possède le label Écojardin.

## Bâtiments remarquables et lieux de mémoire
Le square Santiago-du-Chili et le square d'Ajaccio encadrent de part et d’autre l'hôtel des Invalides.
On y trouve une statue d’Antoine de Saint-Exupéry, œuvre de Madeleine de Tézenas, peintre de l'Air.

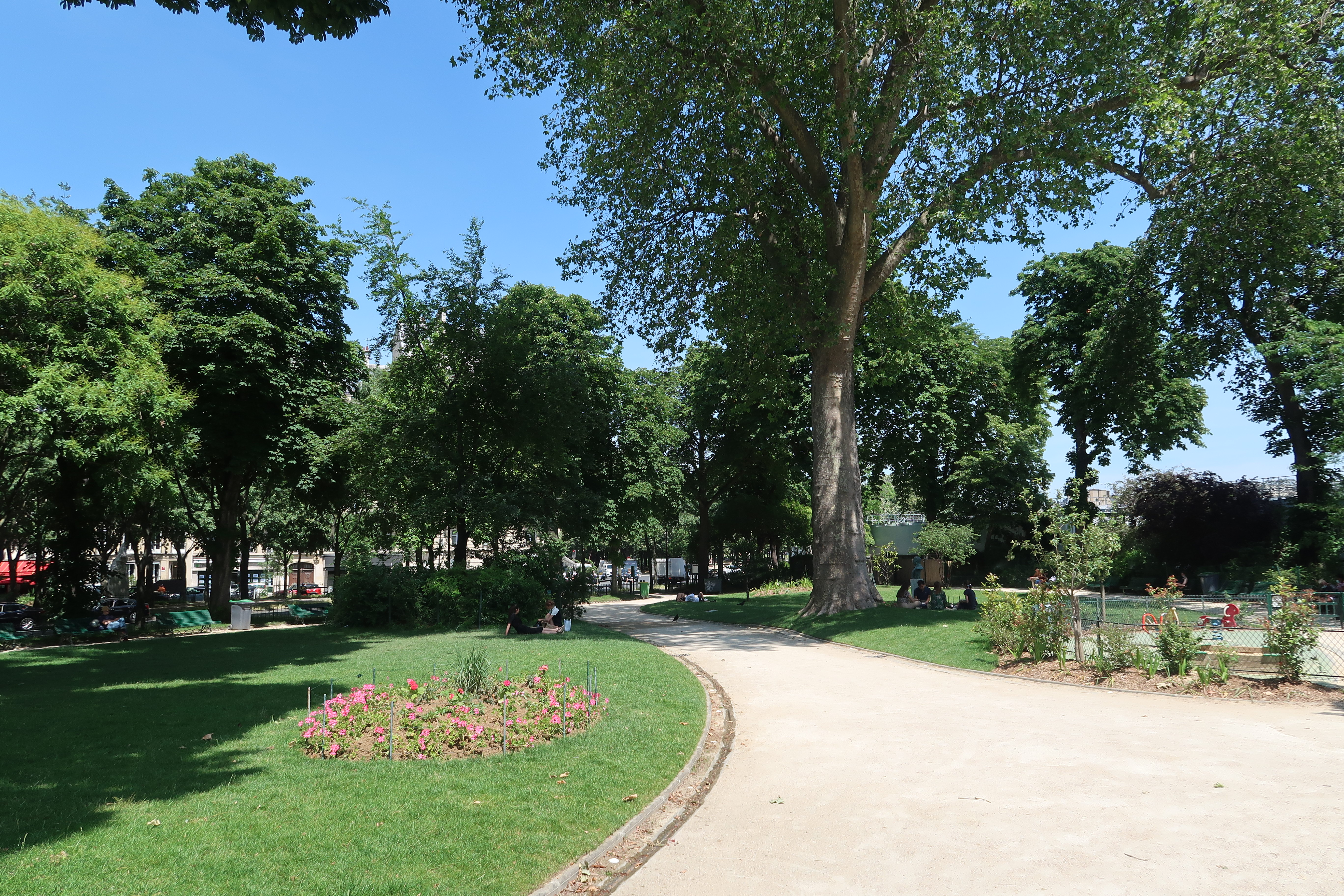
Vue du square.
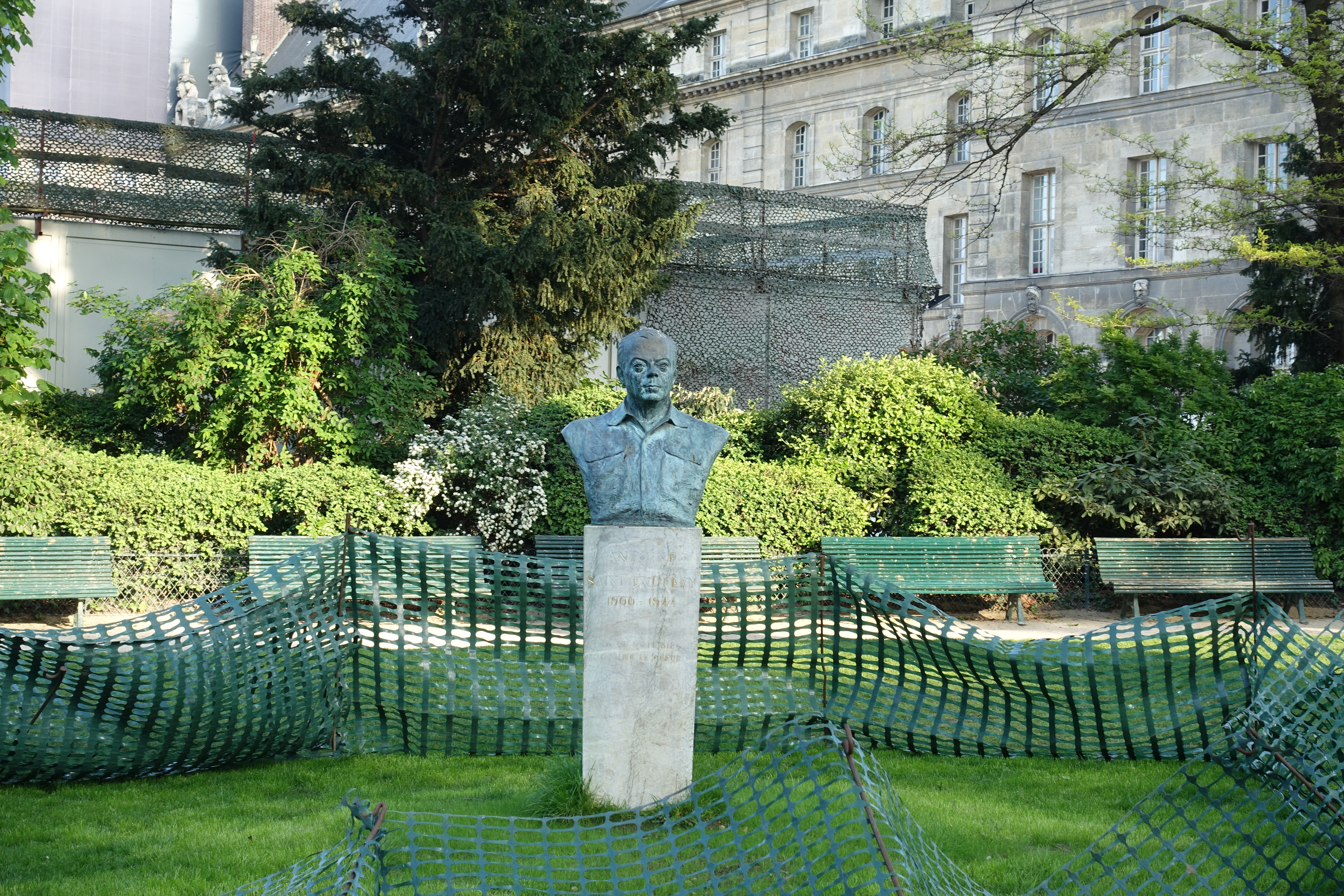
Buste d'Antoine de Saint-Exupéry.
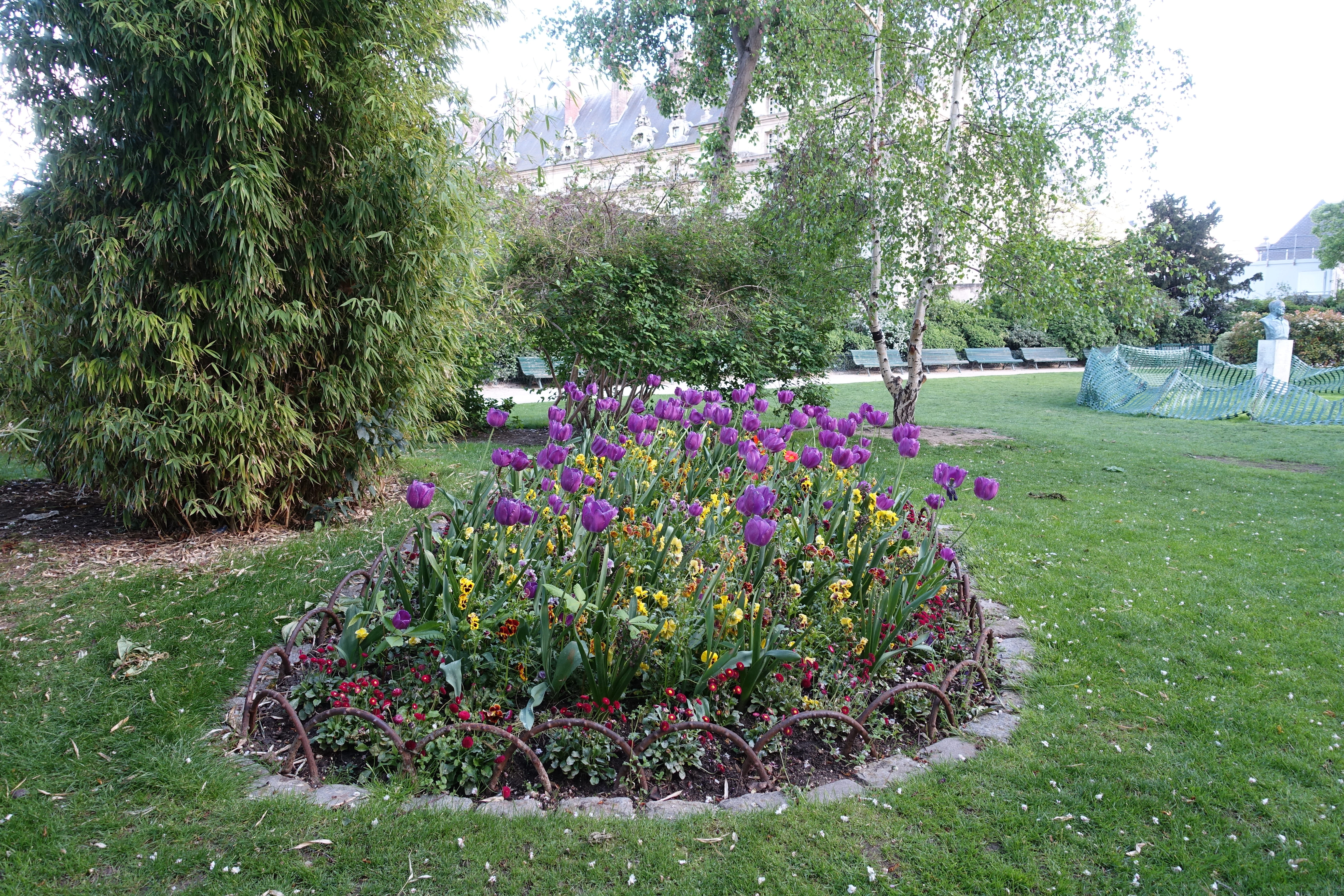
Massif floral.

## Aménagements

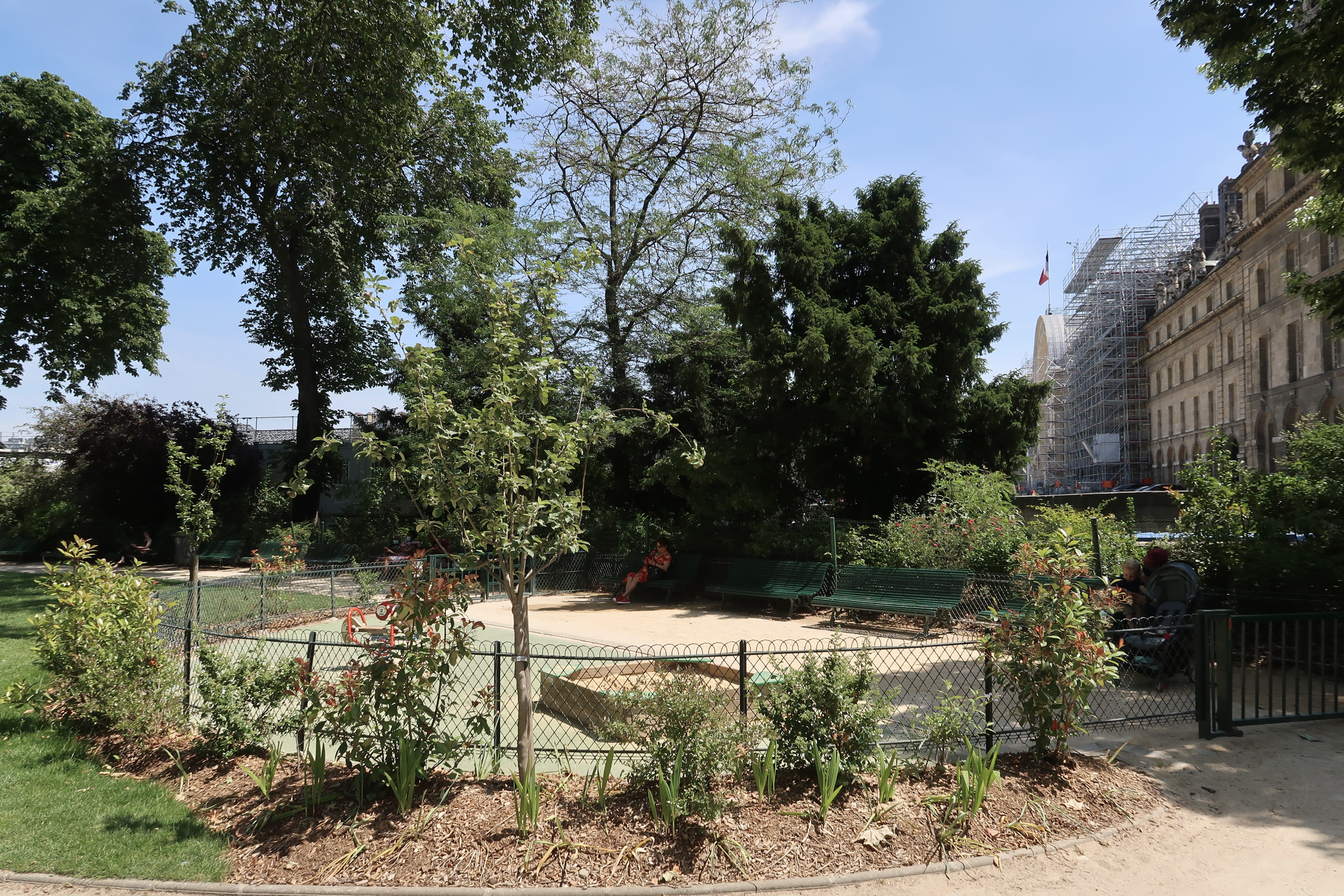
Aire de jeux.

Le square est accessible aux personnes à mobilité réduite. Il dispose d'un point d'eau potable et d'une aire de jeux. Les chiens y sont interdits.